# Chrysler 300 (letter series)
Chrysler 300 letter series – samochód osobowy klasy luksusowej o charakterze sportowym produkowany pod amerykańską marką Chrysler w latach 1955–1965.
Samochody te określa się literaturze jako letter series (seria literowa), gdyż modele z poszczególnych lat określane były dodatkowymi kolejnymi literami, w odróżnieniu od tańszych modeli 300 serii nieliterowej produkowanych równolegle od 1962 roku modelowego. Modele dostępne było wyłącznie jako 2-drzwiowe coupé oraz 2-drzwiowe kabriolety.  Do napędu używano benzynowych silników V8. Moc przenoszona była na oś tylną poprzez 3-biegową automatyczną bądź 4-biegową manualną skrzynię biegów.

## Pierwsza generacja

### 1955 C-300
Na 1955 rok modelowy firma Chrysler zaprezentowała gamę samochodów stylizowanych w nowoczesnym duchu Forward Look, zrywając z konserwatywnym obrazem marki. Nowa sylwetka wszystkich modeli była niższa, szersza i dłuższa, bardziej dynamiczna i pozbawiona wystających na boki błotników tylnych, z mocno wygiętą na boki panoramiczną szybą przednią i atrapą chłodnicy  przedzieloną pionowo na dwie części. Jednocześnie Chrysler wprowadził na rynek 10 lutego 1955 roku pierwszy z  modeli o charakterze sportowym serii 300: C-300 Hardtop Sport Coupe. Oznaczenie „300” pochodziło od mocy silnika w koniach mechanicznych, przez co Chrysler serii 300 stał się najmocniejszym amerykańskim samochodem na rynku. Konstrukcyjnie był oparty na dwudrzwiowym modelu New Yorker DeLuxe w wersji nadwoziowej Newport Hardtop, o rozstawie osi 126 cali (3,2 m). Jedyną wersją nadwozia był dwudrzwiowy sześciomiejscowy hardtop coupé.  Zewnętrznie różnił się od innych modeli Chryslera atrapą chłodnicy, którą tworzyły dwa duże wloty powietrza, z grubymi chromowanymi kratami, jak w droższej marce Imperial, nie ograniczone poziomą belką u dołu, jak w innych modelach Chryslera.
Napęd stanowił dostępny tylko w tym modelu benzynowy silnik V8 typu hemi FirePower o pojemności 331,1 cali sześciennych (5,4 l) z podwójnym czterogardzielowym gaźnikiem, rozwijający moc 300 KM. Napęd przenoszony był przez automatyczną skrzynię biegów PowerFlite, obsługiwaną poprzez dźwignię umocowaną w desce rozdzielczej. Opony miały rozmiar 8,00×15.
Powstało 1725 samochodów C-300 (nieco ponad 1% produkcji Chryslera z tego roku). Bazowa cena bez wyposażenia dodatkowego wynosiła 4110 dolarów i wśród samochodów Chryslera była niższa jedynie od modelu New Yorker w wersji kombi (średnia cen samochodów amerykańskich wynosiła wówczas 2573 dolary). Wśród opcji była m.in. klimatyzacja (570$), radio (101$), wspomaganie kierownicy i opuszczane elektrycznie szyby, a w standardzie było wspomaganie hamulców.

### 1956 300B
Już w październiku 1955 roku zaprezentowano gamę samochodów Chryslera na 1956 rok, w tym nowy sportowy model 300B, który jako pierwszy otrzymał dodatkowe oznaczenie literowe. W odróżnieniu od pozostałych modeli Chryslera, w których całkowicie zmieniono atrapę chłodnicy, pozostawiono w nim atrapę z poprzedniego roku, natomiast z tyłu pojawiły się niewielkie płetwy na błotnikach, na końcach których umieszczono pionowe lampy. Z przodu zmieniono oprawę reflektorów, z chromowanej na lakierowaną w kolorze nadwozia z chromowanymi obwódkami. Automatyczna skrzynia biegów była od tego roku obsługiwana w Chryslerach za pomocą przycisków na desce rozdzielczej, co było nowością na rynku. Napęd stanowił dostępny tylko w tym modelu nowy silnik V8 Hemi FirePower o pojemności 354 cali sześciennych (5,8 l) z podwójnym czterogardzielowym gaźnikiem, rozwijający moc 340 KM ze stopniem sprężania 9:1, lub opcjonalnie 355 KM ze stopniem sprężania 10:1. Standardowo była dostępna automatyczna skrzynia biegów PowerFlite, lecz jako opcja była oferowana trzybiegowa manualna, a w środku roku pojawiła się też nowa trzybiegowa automatyczna skrzynia TorqueFlite. Instalacja elektryczna uległa zmianie na 12-voltową. W wyposażeniu standardowym pojawił się wstrząsoodporny gramofon Highway Hi-Fi, natomiast radio nadal było wyposażeniem dodatkowym. Model 300B był najszybszym amerykańskim produkcyjnym samochodem i był też dostępny z fabrycznymi wyścigowymi modyfikacjami. Przystosowane wersje odnosiły również w tym roku sukcesy w sporcie. Wyprodukowano 1102 samochody, a bazowa cena wynosiła 4419 dolarów.

## Druga generacja

### 1957 300C
Rok 1957 to druga fala nowoczesnego programu stylistycznego Chryslera Forward Look. Samochody modelu 1957 roku zaprezentowano 29 października 1956 roku. Nadwozie wciąż zabudowane było na ramie, lecz zostało obniżone w stosunku do poprzedniej generacji, z lżejszą i bardziej opływową linią dachu. Z przodu wyróżnikiem nowej stylistyki była bardziej spłaszczona maska, opadająca łagodnie z przodu między błotnikami, których górna linia była pozioma. Na przedłużeniu błotników osadzone były w ostrych wycięciach reflektory, przy czym od połowy roku wprowadzono możliwość instalacji dwóch par reflektorów w miejsce jednej (początkowo nie we wszystkich stanach USA prawo dopuszczało dwie pary reflektorów). Model 300C ponownie odróżniał się od pozostałych modeli Chryslera stylem atrapy przedniej, o trapezowym kształcie, szerszym u podstawy, wypełnionym ozdobną chromowaną kratą. Miał też wyróżniające listwy boczne ze stali nierdzewnej, ciągnące się między drzwiami a tyłem samochodu. Znacznie powiększono tylne płetwy, wznoszące się do góry, ze skośną tylną krawędzią, na której umieszczono pionowe lampy tylne, przy tym lampy cofania były poziomo na dole. Na bokach tylnych błotników  umieszczono logo 300C. Oprócz dotychczasowego nadwozia hardtop, wprowadzono dwudrzwiowy kabriolet (convertible).
Silnik V8 Hemi miał teraz 392 cale sześcienne (6,4 l) pojemności i podwójny czterogardzielowy gaźnik (oferowany tylko w tym modelu) i rozwijał moc 375 KM (stopień sprężania 9,25:1) lub opcjonalnie 390 KM (stopień sprężania 10:1). Dostępna była tylko automatyczna skrzynia trzybiegowa TorqueFlite z przyciskowym wybieraniem zakresów. Nowością było  niezależne zawieszenie przednie (nazwa reklamowa Torsion-Aire) skonstruowane w oparciu o drążki skrętne, dzięki czemu samochody koncernu Chryslera prowadziło się stabilniej niż konkurencja. Samochód podczas testów osiągnął prędkość 234 km/h (145,7 mph). Opony miały rozmiar 9,00×14. Wyposażenie było podobne, jak w poprzednich latach. Wyprodukowano ich na amerykański rynek 2402 sztuki, w tym 1918 hardtopów (cena bazowa 4929 dolarów) i 484 kabriolety (cena bazowa 5359 dolarów). Ten ostatni był zarazem najdroższym modelem marki w tym roku. Modele samochodów koncernu Chryslera z 1957 roku uważane były za najnowocześniej stylizowane na amerykańskim rynku w tym roku, jednak ujawniono w nich następnie duże problemy z jakością, w tym szybkie rdzewienie i pękające drążki skrętne, co wpłynęło negatywnie na wizerunek wszystkich marek koncernu Chryslera.

### 1958 300D
Samochody na 1958 rok modelowy Chrysler zaprezentował 1 listopada 1957 roku. Model 300D podlegał jedynie niewielkim zmianom, z takim samym stylem atrapy chłodnicy i nieco zmienioną formą lamp tylnych. Drobną nowością konstrukcyjną była gięta szyba przednia, która sięgała dalej na przednią krawędź dachu. Również wersje nadwoziowe i silniki pozostały takie same, jedynie moc bazowego silnika V8 392 CI minimalnie wzrosła do 380 KM, przy takim samym stopniu sprężania (9,25:1). Limitowana seria została wyposażona w elektronicznie sterowany system wtrysku paliwa Bendix Electrojetor, co było pierwszym przypadkiem zastosowania komputera w samochodzie Chryslera. Dopiero w tym roku na rynku amerykańskim był dostępny silnik o większej mocy (400 KM), jako opcjonalny w samochodach Mercury. Na skutek recesji, a także wcześniejszych problemów z jakością, wyprodukowano tylko 618 hardtopów i 191 kabrioletów – łącznie 809, przy tym ceny wzrosły o niecałe 5%, sięgając 5603 dolarów za kabriolet.

### 1959 300E
W odróżnieniu od pozostałych modeli Chryslera, które zostały znacząco przestylizowane na 1959 rok, model 300E kontynuował swój wyróżniający się styl sprzed dwóch lat. Główną zmianą była krata atrapy chłodnicy z poziomych listew, z pięcioma pasmami listew rozdzielonymi chromowanymi paskami. Większej zmianie uległy silniki: Chrysler zrezygnował z jednostek typu hemi i wprowadził silniki serii Golden Lion z klinową komorą spalania (ang. wedge). Model 300 otrzymał najsilniejszy z nich, o pojemności 413 CI (6,8 l), z podwójnym czterogardzielowym gaźnikiem, o mocy 380 KM (stopień sprężania 10,1:1) lub 390 KM w wersji z elektronicznym wtryskiem paliwa. Chrysler 300E ponownie stał się od tego roku najmocniejszym samochodem na rynku amerykańskim. W wyposażeniu standardowym znalazły się elektrycznie regulowane fotele, odchylające się na boki dla ułatwienia wsiadania, a ponadto wspomaganie kierownicy. Wśród wyposażenia opcjonalnego była nadal klimatyzacja, radio i elektryczne szyby. Od 24 października 1958 roku wyprodukowano tylko 690 samochodów tego modelu, w tym 550 hardtopów i 140 kabrioletów, co wynosiło niecały 1% sprzedaży marki. Ceny bazowe wynosiły 5319 dolarów za sedan i 5749 dolarów za kabriolet.

## Trzecia generacja

### 1960 300F
W październiku 1959 roku wprowadzono na kolejny rok modelowy zupełnie nowe modele, w których najistotniejszą zmianą technologiczną było wprowadzenie samonośnego nadwozia. Stylistyka wszystkich modeli Chryslera została upodobniona do serii 300, z atrapą w kształcie zbliżonym do trapezowego. Dla odróżnienia, tegoroczny model 300F otrzymał na atrapie ozdobę w formie chromowanego krzyża z trójkolorowym medalionem pośrodku, która następnie stała się elementem charakterystycznym serii 300. Zmieniono także styl tablicy przyrządów, nazwany Astra-Dome.
Model 300F początkowo oparty był nadal na płycie podłogowej modelu New Yorker o rozstawie osi 126 cali. Pojemność silnika pozostała jak w poprzednim roku (413 CI), lecz moc wersji podstawowej z rurami dolotowymi typu Long Ram wywołującymi efekt doładowania określono na 375 KM, a wersji wzmocnionej Short Ram na 400 KM. Były to przy tym nadal najmocniejsze silniki na rynku amerykańskim. Skrzynia biegów pozostała automatyczna TorqueFlite, jedynie na nielicznych samochodach zamontowano opcjonalnie 4-biegową skrzynię mechaniczną. Opony nadal miały rozmiar 9,00×14. Do wyposażenia standardowego doszły elektrycznie opuszczane szyby. Ceny bazowe wynosiły 5411 dolarów za hardtop i 5841 dolarów za kabriolet i był to tradycyjnie najdroższy model marki. Wyprodukowano na rynek amerykański 1212 samochodów, w tym 964 hardtopy.

### 1961 300G
Na 1961 roku Chrysler wprowadził spore zmiany stylistyczne, przede wszystkim podwójne reflektory umieszczone ukośnie, po bokach atrapy chłodnicy, która otrzymała tym razem formę trapezu rozszerzającego się do góry. Z tyłu zachowano ostro zakończone płetwy z poprzedniego roku, lecz na ich końcach umieszczono okrągłe światła cofania, a lampy tylne umieszczono niżej, na tylnym pasie. W dalszym ciągu model 300G wyróżniał się krzyżem pośrodku atrapy. Silniki pozostały takie same, jak w poprzednim roku, o mocy 375 lub 400 KM (należy zaznaczyć, że w tym roku Dodge oferował ich mocniejsze wersje 410 i 415 KM w tańszym modelu Polara, które jednocześnie były najmocniejszymi silnikami na rynku). Wyprodukowano 1617 samochodów 300G, w tym 1280 hardtopów; przy tym ich ceny praktycznie nie uległy zmianie. 
 

### 1962 300H
We wrześniu 1961 roku Chrysler zaprezentował samochody 1962 roku modelowego, które wprowadziły istotne zmiany. W zakresie stylistyki przód pozostał podobny, z ukośnymi podwójnymi reflektorami, lecz radykalnie przestylizowano tylną część, usuwając wychodzące z mody  wystające płetwy i prowadząc wyżej pokrywę bagażnika. Sztandarowym modelem pozostał Chrysler 300H, jednakże oparty był od tego roku na krótszej platformie ze 122-calowym (3,1 m) rozstawem osi z nowego modelu Chrysler Newport. Jednocześnie, korzystając z jego renomy, Chrysler wprowadził analogiczny konstrukcyjnie tańszy model 300 bez litery (średnia cena 3535 dolarów), mający wizerunek bardziej sportowej odmiany zwykłego samochodu wyższej średniej klasy. Od 300H odróżniał się silnikami, wyposażeniem i częściowo odmianami nadwoziowymi (dodatkowo 4-drzwiowy hardtop), jednak oba modele dzieliły tą samą stylistykę. Marketingowo model 300H był prezentowany jako specjalna odmiana modelu 300. Oprócz krzyża z trójkolorowym medalionem „300” pośrodku, taki medalion był też w tym roku po bokach tylnych błotników.
Silniki modelu 300H były takie, jak dwa lata temu, lecz ich moc wzrosła o 5 KM (413 CI z doładowaniem Long Ram 380 KM, a Short Ram 405 KM). Słabszy z tych silników był dostępny za dopłatą także w zwykłym modelu 300. Mimo niewielkiej obniżki cen – 5090 dolarów za hardtop i 5461 dolarów za kabriolet, wyprodukowano ich na rynek amerykański tylko 588, w tym 435 hardtopów (dla porównania, nabywców znalazło 23 777 samochodów model 300). Prymat najmocniejszego silnika na rynku przypadł od tego roku Chevroletowi (409 CI 425 KM), a więcej marek osiągało już zbliżone moce, co wiązało się z nadejściem ery tzw. muscle cars, gdy mocne silniki przestały być zarezerwowane dla ekskluzywnych modeli.

### 1963 300J
Podobnie jak pozostałe modele Chryslera, model 300J na rok 1963, bazujący na dotychczasowej konstrukcji, otrzymał całkiem nowe oblachowanie nadwozia, o zmienionej linii. Z przodu powrócono do tradycyjnych podwójnych reflektorów umieszczonych poziomo, po bokach trapezowej atrapy chłodnicy. Przy tym, nadal atrapa modelu 300 odróżniała się ozdobą w formie krzyża z medalionem. Dach stał się optycznie cięższy, a część tylna stała się kanciasta, z pojedynczymi okrągłymi tylnymi lampami zespolonymi. Samochody te produkowano od października 1962. Tym razem 300J dostępny był tylko z nadwoziem hardtop coupe (kabriolet był dostępny w podstawowej gamie 300). Podstawowym silnikiem stał się teraz 413 CI Short Ram z ubiegłych lat o mocy obniżonej do 390 KM, natomiast opcjonalnie pojawiły się oferowane tylko w tym roku silniki V8 o pojemności 426 CI (7 l), z podwójnym czterogardzielowym gaźnikiem, w odmianach o mocy 373 KM (Long Ram) i 415 lub 425 KM (Short Ram). Wyprodukowano tylko 400 samochodów 300J, a cena bazowa wynosiła 5184 dolary.

### 1964 300K
Na 1964 rok przeprowadzono niewielki lifting, dotyczący głównie atrapy chłodnicy i ozdób. Model 300 zachował podwójne okrągłe reflektory w chromowanych obwódkach, umieszczone bezpośrednio na karoserii, jak w poprzednim roku (w odróżnieniu od modeli Newport i New Yorker, które miały je umieszczone na chromowanych panelach). W stosunku do poprzedniego roku cały krzyż na atrapie stał się trójkolorowy (czerwono-niebiesko-biały), bez medalionu. Z tyłu boczne krawędzie bagażnika zostały wyżej poprowadzone, w formie szczątkowych płetw, a kształt świateł zmienił się na sześciokątny. Model 300K wyróżniał brak bocznych listew ozdobnych oraz medalion z literą K zamiast krzyża, na tylnych słupkach dachu lub, w przypadku kabrioletów, na błotnikach przednich za kołami. Podstawowym silnikiem był słabszy niż w poprzednim roku V8 413 CI Long Ram z czterogardzielowym gaźnikiem, o mocy 360 KM, a jedynie opcjonalnie był dostępny 413 CI Short Ram z podwójnym czterogardzielowym gaźnikiem, o mocy 390 KM. Dostępna była tylko automatyczna skrzynia biegów Torqueflite. Samochody te produkowano od września 1963, a powstały 3022 hardtopy i 625 ponownie wprowadzonych kabrioletów, przy czym ceny bazowe zmalały do 4056 i 4522 dolarów.

## Czwarta generacja

### 1965 300L
We wrześniu 1964 roku zaprezentowano całkiem nową generację samochodów Chrysler na 1965 rok modelowy. Prezentowały one modną kanciastą stylistykę, z podwójnymi okrągłymi reflektorami. Chrysler 300 i 300L dzielił podwozie o rozstawie osi 124 cale (3,15 m) z modelami Newport i New Yorker. Od Newporta, który oferował takie same nadwozia, odróżniał go tradycyjny krzyż na atrapie chłodnicy i podwójne reflektory osłonięte dodatkowymi karbowanymi szybkami (zastosowane na ten rok także w modelu New Yorker). Był to ostatni rok produkcji „literowego” Chryslera 300, który odróżniał się zewnętrznie medalionem z literą L pośrodku krzyża na atrapie chłodnicy, oraz pośrodku pasa tylnego, podczas gdy zwykły model miał tam napisy „300” (z przodu na czerwonym krzyżu).
Dostępne były tylko silniki V8 413 CI (6,8 l) z gaźnikiem czterogardzielowym o mocy 360 KM, ze skrzynią 4-biegową z dźwignią w podłodze lub automatyczną 3-biegową Torqueflite. Opony miały rozmiar 7,60×15. Nadal samochód miał zawieszenie przednie na drążkach skrętnych, a tylne na resorach wzdłużnych, wyposażone w pionowe amortyzatory. Hamulce bębnowe miały średnicę 11 cali (280 mm), za dopłatą dostępne było wspomaganie.
Wyprodukowano 2845 samochodów 300L, w tym 2405 hardtopów i 440 kabrioletów. Ceny bazowe wynosiły odpowiednio 4153 i 4618 dolarów.

## Dane techniczne ('57 300C V8 6.4)
- V8 6,4 l (6425 cm³), 2 zawory na cylinder, OHV
- Układ zasilania: dwa gaźniki Carter
- Średnica cylindra × skok tłoka: 101,60 mm × 99,06 mm
- Stopień sprężania: 9,25:1
- Moc maksymalna: 380 KM (280 kW) przy 5400 obr./min
- Maksymalny moment obrotowy: b/d